# 個人メドレー
個人メドレー（こじんメドレー、individual medley）は、競泳の種目の一つで、一人でバタフライ→背泳ぎ→平泳ぎ→自由形の順で同じ距離ずつ泳ぐ競技。
日本では水泳選手を中心に「個メ」「こんめ」「IM」などという略称が用いられている。

## 概要
100m、200m、400m個人メドレーはそれぞれ4種目を4分の1ずつ泳ぐ。オリンピックに個人メドレーが登場したのは400mが1964年東京五輪から、200mが1968年メキシコ五輪（1976年モントリオール五輪・1980年モスクワ五輪は実施せず）からであった。なお100ｍは短水路大会でしか行われない。
各地のスイミングスクールでは、4泳法全てをマスターした者の総合的な泳力チェックとして100m個人メドレー（あるいは200m個人メドレー）の完泳もしくはタイム計測を課すことが多く、主にジュニアスイマーにとっての1つの指標となっている一方で、4泳法全てを洗練させる負担の大きさや、泳ぐ距離が長くなること（長水路だと短くても200ｍ）から、競泳でも特に過酷な種目である（特に400m）。そのため競技者人口は比較的少なく、大会の規模によってはタイム決勝になることもある。

## ルール

### スタート
審判長の笛の合図の後、スタート台に乗り、静止。出発合図員の「Take your marks...」で構えたあとは、号砲まで静止しなければならない。号砲後飛び込む。「Take your marks...」の合図から号砲までにスタートの動作を起こした場合、失格となる。 

### スタート後
定められた順序（バタフライ→背泳ぎ→平泳ぎ→自由形）でそれぞれの泳法の規則に従って泳ぐ。ただし自由形はバタフライ、背泳ぎ、平泳ぎ以外の泳法で泳がなければならないと決められている。ほとんどの選手はクロールで泳ぐが、それ以外でも（前記３種目以外なら）違反とはならない。種目が変わらないターン時はその種目の折り返しのルールに、種目が変わるターン時は各種目のゴールタッチのルールに従う。つまり、背泳ぎから平泳ぎに移るターンの時には壁にタッチするまでは仰向けの姿勢をくずしてはならない。
各選手で4種目の得手不得手の程度が異なるため、最初に飛び出した選手が最後までリードを保てるかどうかが見どころであり、スイマー同士の駆け引きもある。

## 歴代日本人金メダリスト

### 男子
- 萩野公介 400m（2016年リオデジャネイロ）

### 女子
- 大橋悠依 200m,400m（2020年東京）

## 主な個人メドレーの選手

### 男子
アメリカ合衆国
- マイケル・フェルプス - 400m（長水路）の元世界記録保持者
- ライアン・ロクテ - 200m（長水路および短水路）と400m（短水路）の世界記録保持者

 フランス
- レオン・マルシャン - 400m（長水路）の世界記録保持者

 ハンガリー
- ラースロー・シェー

 日本
- 三木二郎
- 髙桑健
- 萩野公介 - 100mと200mと400m（100mは短水路のみ、200mは長水路および短水路、400mは長水路のみ）のアジア記録保持者
- 瀬戸大也 - 400m（短水路）の世界記録保持者

### 女子
アメリカ合衆国
- ケイティ・ホフ

 ハンガリー
- ホッスー・カティンカ - 100mと200mと400m（100mは短水路のみ、200mと400mは長水路および短水路）の世界記録保持者

 ウクライナ
- ヤナ・クロチコワ

 オーストラリア
- ステファニー・ライス

 日本
- 田島寧子
- 萩原智子
- 大橋悠依 - 400m（短水路）のアジア記録保持者、200mと400m（いずれも長水路）の日本記録保持者
- 池江璃花子 - 100m（短水路）のアジア記録保持者、200m（短水路）の日本記録保持者